# Идрисов, Фарит Фатихович
Идрисов Фарит Фатихович (баш. Иҙрисов Фәрит Фәтих улы; род. 12 июля 1954 года) — российский дирижёр, композитор, народный артист Республики Башкортостан (1997), автор музыки Государственного Гимна Республики Башкортостан.

## Биография
Идрисов Фарит Фатихович родился в городе Оренбурге.
В 1980 году окончил военно-дирижёрский факультет Московской государственной консерватории им. П. Чайковского в классе заслуженного деятеля искусств России В. С. Петрова. После окончания консерватории был направлен дирижёром Ульяновского высшего военно-командного училища связи. 
В 1986 году им был организован первый профессиональный духовой оркестр Уфимского высшего военного авиационного училища лётчиков, где он стал руководителем и главным дирижёром.
В 2002 году прошёл стажировку в Большом театре у народного артиста РФ, профессора М. Эрмлера. По окончании Ф. Идрисов был приглашён на работу дирижёром симфонического оркестра Башкирского государственного театра оперы и балета.

## Творчество
Фарит Фатихович Идрисов участвовал в постановках спектаклей «Фауст» Ш. Гуно, «Бал-маскарад» Дж. Верди, «Сельская честь» П. Масканьи и «Паяцы» Р. Леонкавалло, «Снегурочка» Н. Римского-Корсакова, «Послы Урала» и «Акмулла» З. Исмагилова и др.
По словам Ф. Идрисова, он написал музыку гимна РБ перед объявлением суверенитета республики, в ночь с 11 на 12 октября 1993 года. В основу музыки гимна легла башкирская народная песня «Урал».
Кроме того, им было написано более сотни песен и обработок народных песен, аранжировок сочинений русских, башкирских и татарских композиторов для духового и симфонического оркестров.